# Godfried Henschen
Godfried Henschen (aussi appelé Henschenius), né le 21 juin 1601 à Venray, au Limbourg (dans les Pays-Bas méridionaux) et décédé le 11 septembre 1681 à Anvers, était un prêtre jésuite belge. Proche collaborateur de Jean Bolland il fut l’un des premiers bollandistes.

## Biographie
Fils de Henri Henschen, un marchand de draps, et Sibylla Pauwels il reçoit une bonne éducation chrétienne et fait ses études secondaires au collège jésuite de Bois-le-Duc (où Jean Bolland est un de ses professeurs) et entre ensuite au noviciat de la Compagnie de Jésus, à Malines (22 octobre 1619). Il enseigne le grec, la poésie et la rhétorique successivement aux collèges de Bergues, Bailleul, Ypres et Gand. Excellent connaisseur du grec classique il compose déjà une grammaire à l’usage de ses élèves. À la fin de ses études de théologie il est ordonné prêtre le 16 avril 1634, à Louvain.
L’année suivante il rejoint la maison professe d’Anvers et est admis à la profession solennelle le 12 mai 1636. Dès son arrivée dans la grande métropole des Pays-Bas méridionaux il est associé au travail de Jean Bolland qui prépare la publication du premier volume des Acta Sanctorum. Ses commentaires sur les ‘actes de Saint Amand' et sa méthode de travail paraissent si pertinentes à Jean Bolland qu’il décide de postposer l’impression du premier volume. Introduisant la critique historique des textes publiés, en sus de leur édition critique (comme l’avait préconisé Héribert Rosweyde) Henschen donne une forme définitive à la manière bollandiste de travailler l’hagiographie. Si, par déférence envers Jean Bolland son nom ne figure pas sur la couverture des volumes de janvier des Acta Sanctorum, il est bien mentionné comme ‘auteur’ dans les 24 volumes suivant.
Avec Daniel van Papenbroeck Henschen fait un long voyage à travers l’Europe occidentale - France, Allemagne et Italie - et séjournant plusieurs mois à Rome, sur invitation du pape Alexandre VII, où il établit de précieux contacts. Ce voyage dure plus de deux ans: du 22 juillet 1660 au 21 décembre 1662. Les deux bollandistes sont à la recherche de manuscrits hagiographiques, dont ils font faire des copies. Cela constitue le premier fonds de la bibliothèque des bollandistes, le ‘Museum bollandianum’ dont Henschen devient le premier bibliothécaire.
Organisant la bibliothèque des bollandistes de manière systématique il en fait une des meilleures de l’Europe du XVIIe siècle. Elle le restera jusqu'à la suppression de la Compagnie de Jésus, en 1773. Les livres furent alors dispersés. Un grand nombre d'entre eux constitue le 'Fond bollandiste se trouvant à la Bibliothèque royale de Belgique.
Godfried Henschen meurt à la maison professe d’Anvers le 11 septembre 1681, à l’âge avancé de 80 ans.

## Œuvres
- (la) Acta Sanctorum (Januarii), 2 volumes, Anvers, 1643.
- (la) Acta Sanctorum (Februarii), 3 volumes, Anvers, 1658.
- (la) Acta Sanctorum (Martii), 3 volumes, Anvers, 1668.
- (la) Acta Sanctorum (Aprilis), 3 volumes, Anvers, 1675.
- (la) Acta Sanctorum (Maii), 7 volumes, Anvers, 1680 à 1688. (publication posthume)
- (la) Acta Sanctorum (Junii), 5 volumes, Anvers, 1695-1709. (certaines notices: à titre posthume).
- Divers autres écrits dont la liste se trouve dans De Backer, Bibliothèque des écrivains de la Compagnie de Jésus.